# Folclore do Espírito Santo
O Folclore Capixaba se manifesta nas tradições culturais que demarcam a identidade do povo do Espírito Santo. São danças, folguedos, artesanato e, culinária que expressam a diversidade dos processos históricos, econômicos e políticos que contribuíram para a re-elaboração do perfil cultural da população.

## Danças

### Dança Açoriana
Primeiro grupo de colonos a se instalar no Espírito Santo, no início do século XIX, dando origem à povoação de Viana, hoje município, os Açores trouxeram de sua terra costumes e tradições com nítidas influências lusitanas. No terreno das danças, a contribuição cultural dos descendentes de açorianos se mantém viva até hoje. São exibições acompanhadas de canto, palmas, batidas de pé, ao som de música.

### Dança Alemã
As danças de origem da raça alemã chegaram ao Espírito Santo com os primeiros colonos vindos da Europa Central. As danças em grupo, características desses descendentes, que se executam ao som de instrumentos musicais, dentre os quais a concertina, integraram-se às tradições folclóricas do Espírito Santo e constituem uma marca da presença européia no Estado. Geralmente o grupo é composto por sete casais (adultos ou crianças) mais a coordenadora.

### Bate-Flechas
No Espírito Santo, o Bate-Flechas ocorre como uma expressão folclórica de intenção religiosa, sendo praticado também por umbandistas. O grupo é composto por homens e mulheres, podendo ser adultos ou crianças. As mulheres, geralmente em maioria no total do grupo, são as flecheiras, enquanto os homens, em menor número, compõem a banda. A maioria dos grupos conta com cerca de 30 componentes, que se dividem em:
Flecheiras - usam suas flechas (duas para cada portadora)
como arma na dança da luta espiritual;
Mestre - guia protetor que chefia o grupo;
Puxador de ponto - marca o ritmo e orienta o grupo;
Banda - composta só por homens, toca as músicas.
Os homens vestem calça comprida e camisa e as mulheres, saia rodada e blusa; os enfeites e adereços utilizados nas vestimentas do grupo dependem de definição do mestre, já que não há um padrão estabelecido. Normalmente, a dança acontece em dupla, mas também pode acontecer em grupos de 3 ou 4 pessoas e é marcada pelo ritmo da música e do toque das flechas. A banda é composta por cerca de 10 instrumentos, dentre os quais se destacam trompete, bombardino, trombone, zabumba, tarol, bumbo, chocalho e prato. Os portadores dessa tradição acreditam que a dança surgiu para louvar São Sebastião, daí por que os grupos de Bate-Flechas localizados no Espírito Santo são, em sua grande maioria, devotos de São Sebastião, embora haja alguns poucos cuja devoção é São Benedito.

### Capoeira
Para os iniciantes a capoeira e vista como divertimento e a integrar algumas festas populares como dança com técnica de jogo.
Com variado número de componentes e coreografia dinâmica, os capoeiras formam rapidamente uma roda para suas movimentações, nas quais prevalece o uso das pernas desferindo golpes de ataque e defesa. Os movimentos se fazem ao som de música. As melodias ou toques são adaptados aos golpes, alguns de cunho geral, outros apresentando características ou peculiaridades do grupo que os criou. O Instrumental é formado por berimbau, pandeiros, ganzás, agogôs, adufes e atabaques, com acompanhamento vocal.
O principal instrumento da capoeira é o berimbau, documentado desde o século III A. C. Na época em que a capoeira foi reprimida no Brasil, esse instrumento servia para avisar da chegada da polícia aos escravos que, às escondidas, dedicavam-se a essa prática. Atualmente existem várias academias de capoeira, mas a primeira do Brasil foi a do Mestre Bimba, em Salvador, Bahia, criada no ano de 1932. Hoje é também comum a existência de grupos de capoeira formados a partir de escolas ou associações sociais diversas, com o principal objetivo de inclusão social ou meramente prática esportiva.
O berimpau, instrumento que é símbolo da capoeira, é produzido manualmente a partir da coleta das matérias primas na mata, destacando-se a madeira biriba. O berimbau é constituído por um arco feito de uma vara de madeira (verga) com cerca de 1,50 a 1,70 m de comprimento e um fio de aço (arame) preso nas extremidades da vara. Em uma das extremidades do arco é fixada uma cabaça que funciona como caixa de ressonância. O tocador de berimbau utiliza uma pedra ou moeda (dobrão), a vareta e o caxixi para produzir os sons do instrumento. Mestre Militão, em Linhares, produz e o beribau numa produção altamente sustentável, pois o mestre trabalha o manejo da biriba e, dessa forma, concilia a produção com a madeira tradicional, a biriba, sem ameaçá-la de extinção. Tanto Mestre Militão em Linhares como Mestre Sid Zumbi em São Mateus transmitem esse saber através de oficinas. A produção do berimbau é coletiva e a comercialização é feita pelos próprios mestres. Em função disso, a produção do berimbau gera renda a cerca de 50 capoeiristas ligados a cada mestre.

### Congo
Congo ou banda de congo é um conjunto musical típico do Espírito Santo. As bandas de congo se apresentam em festas de santos, principalmente em homenagem a São Pedro, São Sebastião e São Benedito, notadamente nas puxadas de mastro ou em outras ocasiões festivas. O grupo é constituído por um número variável de homens e mulheres que tocam, cantam e dançam em homenagem ao santo, orago da igreja da localidade. Os componentes se apresentam devidamente uniformizados, os homens com calça comprida e camisa e as mulheres com saia rodada e blusa, e ostentam estandartes que identificam o grupo e o santo de sua devoção. A banda conta com vários instrumentos musicais: tambores, caixa, cuíca, chocalhos, ferrinho, pandeiros, apitos, mas dentre estes merece destaque a casaca, estudada por Guilherme Santos Neves (1978), que a considerou instrumento único em todo o país, tendo sido mencionada em registros documentais desde o século XIX. As puxadas de mastro compreendem três etapas distintas que se desenrolam em diferentes momentos da festa, a saber:

#### Derrubada ou arrancada do mastro
A derrubada - em que é abatida uma árvore na mata para servir de mastro na festa - ocorre alguns dias antes da puxada, contando com a participação da banda de congo. No dia ou na véspera do dia do santo, dá-se a puxada do mastro, já preparado e ornamentado para conservar no topo, depois de fincado, um quadro em forma de tela com a figura do santo.

#### Puxada, levantamento e fincada do mastro
Nas puxadas da Serra o mastro vem dentro de um barco rústico, geralmente montado sobre um carro de bois, enquanto nos demais municípios é arrastado pelas ruas por uma corda puxada pelos fiéis, ou transportado nos ombros, até à igreja diante da qual será fincado. Tanto a puxada como a fincada do mastro são marcadas por intenso foguetório e pelo som das batidas e toadas das bandas de congo. Antes de ser fincado no local onde permanecerá por algum tempo, o mastro é atirado várias vezes para o ar e recebido nos braços dos devotos que dançam e cantam com entusiasmo.

#### Retirada ou descida do mastro
Retirada, tirada ou descida do mastro somente ocorre meses depois, quando se dá por encerrado o ciclo de homenagens ao santo, e mais uma vez as bandas de congo participam do evento. As bandas de congo localizadas são devotas de São Benedito, Nossa Senhora da Penha, Nossa Senhora das Graças, São Francisco de Assis, São Sebastião, Nossa Senhora do Rosário, Nossa Senhora da Conceição, Santa Catarina e Santa Isabel, sendo a grande maioria desses grupos devotos de São Benedito.
Obs: Atualmente existem 61 bandas de Congo no Espírito Santo. Fonte: Atlas do Folclore Capixaba
Congo de Máscaras
As bandas de congo de Roda d’Água, no município de Cariacica, caracterizam-se pelo uso de máscaras e vestimentas peculiares e primitivas. Utilizando papel de jornal, cola caseira feita com trigo, tinta, palha de bananeira e tecidos, as máscaras são produzidas para utilização pelas bandas de congo que participam do Congo de Máscaras, brincadeira típica de Roda d’Água e entorno. O saber é transmitido aos membros da comunidade local através de oficinas, a produção é coletiva e as máscaras são comercializadas na própria comunidade, em seu tamanho original como obras de arte popular ou em tamanhos menores como souvenirs.

### Dança Holandesa
As danças de tradição holandesa constituem a contribuição cultural dos colonos holandeses assentados no Espírito Santo em meados do século XIX. Seus descendentes conservam-nas até hoje em localidades do centro-oeste do Estado, onde os primeiros casais de holandeses foram introduzidos como agricultores. Os trajes típicos e a coreografia variada executada ao som de instrumentos musicais dão um tom característico à apresentação dessas danças de origem holandesa em terras capixabas.

### Dança Italiana
As danças de origem italiana têm, por trás de si, a história de uma corrente maciça de imigrantes vindos do norte da Itália para o Espírito Santo a partir do último quarto do século XIX. A vitalidade das danças italianas, como herança deixada aos descendentes pelos primeiros colonos, agrega a Itália, por via desses pioneiros, ao patrimônio cultural do povo capixaba. São demonstrações de pura alegria, em coreografias movimentadas, coloridas e vistosas, acompanhadas de canto, palmas e batidas de pé, ao som de instrumentos musicais entre os quais predomina a concertina, instrumento que se tornou ícone da musicalidade italiana no Estado.
O grupo é constituído por cerca de 10 casais de dançarinos que dançam em pares. Na maioria das coreografias as mulheres vestem saia grená ornada de dourado, avental branco rendado, blusa branca com bordado inglês e espartilho grená ornado de dourado, prendem os cabelos num coque com fita dourada e tocam pandeiros decorados por fitas nas cores da bandeira da Itália. Os homens usam sapato preto, meias brancas, calça curta negra, camisa branca de mangas compridas com botões e colete grená ornado de fitas douradas.

### Jaraguá
Jaraguá é uma brincadeira tradicional que ocorre nas cidades de Anchieta durante o Carnaval. Trata-se de um bloco carnavalesco em que a figura central, assustadora e fantasmagórica, é a Jaraguá. Com cabeça de cavalo e corpo de musgo retirado do manguezal, a Jaraguá é admirada por todos e temida por muitos, assim, enquanto uns se divertem com os ataques do “animal”, outros querem distância do “bicho”. Essa tradição surgiu na tradicional comunidade pesqueira do município de Anchieta, cujos membros aproveitam o musgo do manguezal e a caveira de um cavalo para construir a Jaraguá. Em Anchieta, a Jaraguá sai às ruas no Domingo e na terça-feira de Carnaval.
Surgindo da beira do mangue, próximo ao rio Benevente, exibe-se em cortejo pelas principais ruas da cidade, brincando com as pessoas, principalmente os moradores do centro em suas casas. A caminhada é acompanhada de “bois”, “mulinhas” e uma pequena charanga local, mas a figura da Jaraguá, com sua altura agigantada e seu corpo extravagante, projeta-se acima dos demais integrantes do grupo, enquanto dança, salta e investe contra o público, batendo a queixada com estalos impressionantes.

### Jongo e Caxambu
Jongo, Caxambu (as duas formas mais usuais no Espírito Santo), Batuque, Tambor ou Catambá são variantes denominativas de uma dança de roda de origem angolana encontrada em várias partes do Espírito Santo. Além de ser uma dança é também, um ritual em que originariamente prevalecia a função mágica, com fortes elementos de candomblé, tendo sofrido alterações a partir da incorporação sincrética da louvação a santos católicos. Constitui, ainda hoje, uma das mais ricas heranças da cultura negra presentes no folclore capixaba. Normalmente os grupos, tanto de Jongo como de Caxambu, se compõem de cerca de 30 integrantes, homens, mulheres e crianças.
A vestimenta é simples: calça comprida e camisa para os homens e saia rodada e blusa para as mulheres, enquanto os enfeites e adereços seguem o gosto de cada mestre. Essas danças têm, como uma de suas características, a movimentação dos dançarinos no sentido anti-horário, ao som de canto e música instrumental. Os passos na roda são dados deslizando-se para frente, de forma alternada, o pé esquerdo e o direito. Ao final de cada passo dá-se um pequeno pulo. Ao aproximarem o pé que está atrás, os dançarinos de vez em quando giram o corpo, principalmente os que estão diante das mulheres que dançam. O canto caracteriza-se pela alternância contínua de um solista. Os instrumentos mais freqüentes são os tambores, a puíta ou cuíca, e a angóia (chocalho com sementes ou pedrinhas), além de casaca e caixas. Os tambores têm nomes próprios de acordo com a forma e o material usado na fabricação: o caxambu é o tambor maior, afunilado, sobre o qual monta o tocador enquanto toca, batendo o couro com as duas mãos, e o candongueiro é um tambor menor, que é carregado pelo tocador. Os músicos tocam os tambores fora da roda dos brincantes, sem sair do lugar.
À noite, por tradição, à luz de uma fogueira que ilumina a roda e esquenta os tambores, o mestre jongueiro tira o ponto com o pedido de licença. Os pontos, classificados em licença, louvação, visaria, demanda, “encante” e despedida, são tirados em verso (sob a forma de dísticos) ou em prosa e formulados em linguagem simbólica e enigmática. Os grupos de Jongo e Caxambu localizados são devotos de Nossa Senhora das Neves, Santo Antônio, São Benedito, São Bartolomeu, São Sebastião e Santa Isabel.

### Mineiro-Pau
Mineiro-Pau é uma dança guerreira porque nela se usa um bastão como arma de ataque e defesa em simulações de combate. Recebe ainda a denominação de Bateo-Pau-Mineiro. No grupo, formado por cerca de 25 componentes, os homens tocam e as mulheres cantam. Os homens vestem calça comprida e camisa e as mulheres, saia rodada e blusa, seguindo os enfeites o gosto do mestre. O acompanhamento musical se reduz geralmente a um acordeão no centro da roda, ao qual se juntam, por vezes, viola, violão ou violino, triângulo, pandeiro e tamborim. O solista (violeiro ou violinista) canta acompanhando a música com seu instrumento a fim de animar a dança, que começa com moças e rapazes formando um círculo de mãos dadas. A direção cabe ao mestre ou chefe, que comanda, com um apito, as evoluções, as batidas de bastão, o ritmo, a cantoria.
A formação é em fileiras, círculos, pares, com ou sem dançador no centro. Os bastões, com cerca de metro e meio, de madeira roliça e resistente, permitem ao dançador um manejo firme e seguro. Os dançarinos voltam-se ora para a direita, ora para a esquerda, enquanto sapateiam acompanhando o ritmo e o compasso da melodia. É uma das mais populares danças de pares soltos conhecidas no Brasil. Está associada ao ato de corte da cana-de-açúcar, por causa das viradas de um lado para o outro, ou ao Cateretê, por causa das batidas de palmas, ou ainda ao Batuque paulista, no qual se insinua a umbigada.

### Dança Polonesa
Data do fim da terceira década do século XX a corrente imigratória formada por famílias polonesas que foram estabelecidas nas selvas da margem esquerda do rio Doce, ao norte de Colatina, com base em convênio entre o governo do estado do Espírito Santo e a Companhia Polonesa de Varsóvia. De Águia Branca, núcleo inicial fundado na região com os primeiros colonos poloneses, o folclore capixaba herdou manifestações várias, dentre as quais as danças típicas, que sobrevivem até hoje. O grupo de dança polonesa é constituído por doze casais. As mulheres vestem blusa branca com forro, colete colorido, saia com forro, bombacha, meia calça e sapatilha e, à cabeça, cabelo ornado com flores e fitas coloridas, enquanto os homens vestem colete colorido, camisa branca, calça e botas.

### Dança Pomerana
O grosso da imigração de colonos pomeranos (agricultores de origem eslava radicados na Prússia) para o Espírito Santo ocorreu na década de 1870. Esses imigrantes se fixaram nas terras altas de Santa Leopoldina, onde passaram a viver em situação de grande isolamento, dedicando-se ao cultivo da terra. Esse isolamento territorial determinou, ao longo do tempo, a preservação dos costumes e tradições pomeranos, dentre os quais se incluem as danças típicas, que se desenrolam notadamente ao som da concertina. Na abertura da dança, o grupo se reúne em círculo para a saudação ao público, seguindo-se seis ou oito coreografias e, ao final, a dança de saída, com a despedida do grupo e o grito de guerra. O grupo é constituído por 11 homens e 11 mulheres, adultos ou crianças. Os homens vestem calça bege, camisa de manga comprida branca e colete pomerano - traje que dispensa o chapéu - e as mulheres usam sapatilha preta, meia branca, vestido rodado, bombacha branca, anágua, blusa com manga fofa bordada e avental branco bordado.

### Dança Portuguesa
O folclore capixaba recebeu de Portugal uma carga poderosa de contribuições as mais diversas. Um precioso patrimônio material e imaterial se formou e se cristalizou a partir dessa herança lusitana, imanente no acervo cultural do Espírito Santo. A identificação de grupos de danças portuguesas atuando no Estado é uma evidência da persistente influência portuguesa em nossas tradições folclóricas. Normalmente o grupo é constituído por cerca de 10 casais, os homens vestindo camisa de manga comprida branca, meia branca, sapato preto e calça e colete pretos e as mulheres, lenço colorido, blusa, avental, colete e saia vermelhos e sapato preto.

### Quadrilha
A quadrilha é uma das danças mais conhecidas pelo povo. Apesar de se ter originado nos palácios, por ocasião dos bailes das cortes européias, no Brasil tornou-se a principal referência das festas juninas, tendo sido trazida para cá por mestres de orquestras de danças francesas. O povo brasileiro deu-lhe outras formas, inclusive o modelo caipira. É uma dança de pares, com número variável de integrantes e vestimenta singular, valorizando o aspecto caipira. Os pares desenvolvem com muito movimento um tema de amor, com aproximação e recuo, separação e reencontro, sob o comando do marcador, terminando quase sempre em valsa com enlaçamento dos pares que se formaram no início da quadrilha.
Antigamente as quadrilhas dançavam ao som de sanfona, pandeiro e zabumba, hoje adotaram a música mecânica, normalmente de cantores nordestinos. Dança-se a quadrilha geralmente nas festas de devoção a São João, Santo Antônio e São Pedro. Há atualmente muitas festas com apresentação de quadrilhas, e para tanto se ensaiam coreografias com grupos de escolas ou associações sociais diversas.

## Folguedos

### Alardo de São Sebastião
Alardo de São Sebastião é um folguedo popular do sul da Bahia e norte do Espírito Santo -município de Conceição da Barra. São Sebastião, um dos santos mais populares do Brasil, é orago de muitas paróquias e dá nome a vários municípios brasileiros, além de vilas e povoados. Calcula-se que há mais de 200 anos se realiza, no dia 20 de janeiro, a festa de São Sebastião em Conceição da Barra, festa que nos dias de hoje acontece no distrito de Itaúnas. O Alardo de São Sebastião é representado em dois atos, nos dias 19 e 20 de janeiro, com participação de 15 a 20 guerreiros de cada lado. O folguedo consiste numa disputa entre cristãos e mouros pela posse da imagem de São Sebastião. Os cristãos usam indumentária azul, tendo a cruz por símbolo. Os mouros vestem-se de vermelho e têm como símbolo a meia lua ou lua crescente. Os dois lados contam com capitão, embaixador, alferes da bandeira, tenente, caixeiro, tambor e soldados.
A indumentária reflete, com seus adornos, a hierarquia dos postos: os oficiais portam capas de seda, com franjas enfeitadas de arminho, lantejoulas e flores de prata; os soldados cristãos usam chapéus sem enfeites, os mouros, gorro vermelho de ponta caída. As armas correspondem às diferenças dos postos: espadas para os alferes e embaixadores; lanças para os capitães; sabres e alabardas para os tenentes; adagas e espingardas para os soldados. Todos os componentes trajam calções curtos com meias na altura dos joelhos e sapatos da cor da roupa, e os alferes conduzem com garbo estandartes com pedrarias. As batidas do tambor emprestam solenidade ao folguedo.

### Boi
Os folguedos do ciclo do boi recebem nomes diversos nas várias regiões do país: Boi Bumbá, no Amazonas e Pará; Boi Sirubi, no Ceará; Boi de Mamão, no Paraná e Santa Catarina; Bumba-Meu-Boi, no nordeste. No Espírito Santo esses folguedos levam os nomes de Boi Pintadinho, Boi Janeiro e Boi Juruba. Essa manifestação folclórica chegou ao Espírito Santo pelo sul, vindo do Estado do Rio de Janeiro através do município de Bom Jesus do Itabapoana e expandindo-se por Guaçuí, Alegre e outros municípios próximos, naturalmente, como sempre ocorre, absorvendo influências locais. A apresentação se fazia geralmente no mês de junho, porém, ultimamente, o Boi aderiu aos folguedos carnavalescos. Assinala-se uma semelhança com o Bumba-Meu-Boi do norte do país, como versão migratória.
O Boi Pintadinho é um folguedo popular apresentado de forma teatral, em que os principais atores, o Boi, a Mulinha e o Espadeiro, também chamado de Toureiro ou Fazendeiro, seguem a brincadeira animados por uma bateria de instrumentos de percussão. A manifestação se baseia nos movimentos bruscos do Boi, que se atira veloz contra o Espadeiro, que por sua vez conduz o Boi dentro do espaço da brincadeira. Já a Mulinha, que precede o grupo anunciando a chegada do Boi, alterna em sua dança movimentos ainda mais soltos e piruetas e sacudidas. O Boi Pintadinho é uma brincadeira de carnaval em forma de cortejo, tendo sido encontrado nos municípios de Alegre, Divino de São Lourenço, Ibatiba, Mimoso do Sul, Muqui e São José do Calçado.
O Boi Janeiro tem como protagonista um boneco - o Boi- sustentado por um homem, que sai pelas ruas da cidade, acompanhado de uma pequena bateria, arrebanhando os moradores por onde passa. A cada dia o Boi sai de um ponto diferente, que, por tradição, não é revelado aos moradores da cidade. A manifestação ocorre durante os 30 dias que antecedem o Carnaval. É encontrado no município de Ecoporanga e também em Itarana, onde recentemente passou a ser chamado Boi Juruba, em razão da jurubeba, bebida típica que é consumida durante o cortejo. O Jaguará de São Pedro é uma brincadeira de Carnaval com ocorrência em Muqui, no sul do Espírito Santo. Funciona como um bloco carnavalesco em que o único personagem animal dentre os foliões é o Jaguará.
É voz corrente que o Jaguará é um boi que quis ser diferente: o pescoço alongado assemelha-se ao de uma girafa e a aparência grotesca, com sua cara de cavalo e olhos iluminados, assusta e encanta as crianças, que se divertem correndo do Jaguará. O Jaguará de Muqui foi criado na década de 1960 por Zezito, morador do bairro São Pedro, que, ao voltar da roça, vendo um cavalo morto no pasto, pôs a cabeça para secar e assim criou o Jaguará. No Carnaval de Muqui já existia a brincadeira do Boi Pintadinho e, na cidade de Anchieta, já existia o Jaraguá. Atualmente os brincantes tradicionais do Jaguará fazem uma releitura da brincadeira original, somando ao Jaguará outras alas com motivos carnavalescos.

### Charola de São Sebastião
A Charola de São Sebastião é um grupo folclórico que presta homenagem a São Sebastião no período que vai de 6 de janeiro, dia de Reis, a 20 de janeiro, dia de São Sebastião. O grupo sai em jornada, a pé, batendo à porta das casas. Ao chegar-se diante de uma casa bate-se três vezes na zabumba e, quando o dono da casa atende, o mestre pergunta se ele quer receber a bandeira de São Sebastião. Se aceita, entram todos na casa e cantam, mostrando-se à bandeira, que passa de mão em mão, com toda devoção e respeito. O grupo, formado por adultos e crianças, normalmente compreende doze homens e quatro mulheres, que vestem calça comprida e camisa de manga comprida, ficando os enfeites à escolha do mestre. As cores adotadas são sempre o verde e o vermelho, quer nas roupas, quer nos enfeites. Os foliões desempenham as seguintes funções:
Dançarinas: dançam e cantam ao som das músicas.
Mestre: puxa a cantoria para os foliões acompanharem.
Foliões: tocam e cantam, utilizando doze instrumentos musicais, em geral viola, violões, cavaquinhos, acordeão, pandeiros, zabumba e surdo.

### Folia de Reis
Folia de Reis é um cortejo de caráter religioso popular que se realiza em vários Estados do Brasil. Tradição européia antiga, disseminada em países de formação católica, foi introduzida no Brasil pelos portugueses, sendo hoje um importante traço da identidade cultural brasileira. A Folia de Reis, que encena a viagem dos Reis Magos em visita ao Menino Jesus recém-nascido, é integrada por doze foliões que representam os doze apóstolos, dentre os quais se incluem o mestre da folia e os tocadores, enquanto os palhaços representam os soldados do rei Herodes. Segundo o relato do Novo Testamento, Herodes, ao descobrir que estava para nascer o rei dos reis, mandou que seus soldados invadissem todas as casas e matassem todos os meninos recém-nascidos.
Bandeiras e Máscaras
Os mestres Dulcínio Gasparelo e Zezinho Ignácio, de Muqui, produzem máscaras de palhaço e bandeiras (estandartes) de Folia de Reis. Esse saber foi-lhes transmitido ao longo de gerações. Cada máscara e cada bandeira são objetos únicos. As máscaras correspondem às que são utilizadas pelos palhaços, que devem obrigatoriamente ser “horrendas”, já que a função do palhaço é assustar. As bandeiras também devem ser idênticas às utilizadas nas Folias, contendo a imagem dos Santos Reis ou de São Sebastião e muitos enfeites, especialmente os natalinos. Para os mestres, trata-se de objetos sagrados que devem ser respeitados. Para produzir uma máscara ou um estandarte são necessários dois dias de trabalho.
Instrumentos de Percussão
Legado deixado pelos antepassados do mestre, a arte de produzir instrumentos musicais renova os instrumentos e dá vida e continuidade à sua função na Folia de Reis. Os instrumentos produzidos por Mestre Anísio, do município de Nova Venécia, feitos de latão e encourados com pele animal, são utilizados pelos grupos folclóricos da região. A produção é individual e a comercialização é feita pelo próprio mestre.
Bonecos de Folia de Reis
As artesãs Juracy e Daniella produzem bonecos representando foliões, tocadores, palhaços e bandeireiro da Folia de Reis. A arte de fazer bonecos de pano é um saber tradicionalmente difundido entre as mulheres de Muqui, tratando-se de bonecos totalmente artesanais. Essa produção surgiu a partir de um curso de confecção de máscaras de palhaços de Folia de Reis. Aprendendo a fazer as máscaras, as artesãs criaram esses bonecos, que hoje representam o artesanato mais vendido no município. A produção é individual e a comercialização é feita em Muqui e em Cachoeiro de Itapemirim, em lojas de artesanato ou diretamente junto às artesãs.

### Pastorinhas
Pastorinhas constituem um auto de Natal, originário do teatro da Idade Média, que encontrava nos adros das igrejas e das catedrais o ambiente perfeito para encenações de natureza religiosa, apresentando cenários, figurinos, canções, coreografias, gestos próprios e dramatização bem definida. O auto reúne um grupo de crianças vestidas de pastoras, trazendo arcos e cestinhas de flores, que, em presença do Menino Jesus na manjedoura, cantam e dançam em seu louvor. Essa representação, trazida pelos portugueses na época do Brasil colonial, se inspira na viagem dos Reis Magos em visita ao Deus Menino.
Pastorinhas ou lapinhas são figuras pastoris típicas da noite de Natal, encontradas em muitos lugares que ainda preservam as nossas raízes culturais católicas. Após a missa saem cantando suas marchas de rua, acompanhadas pelo povo. O grupo é composto por doze meninas (pastorinhas), três meninos (Reis Magos) e quatro meninos/meninas (anjinhos), vestindo indumentárias que procuram caracterizar as figuras que representam. A festa das Pastorinhas é folguedo de fundamentação bíblica e integra o ciclo das “doze noites” comemorativas do Natal, ciclo que, na cultura popular, se estende de 25 de dezembro a 6 de janeiro, com a realização de danças, balés, autos e teatros.
As Pastorinhas têm um aspecto definido quanto à sua apresentação e a seus adereços, notando-se, porém, algumas diferenças na execução da melodia, em que as vozes, conforme sejam afinadas ou não, se distinguem como de origem urbana ou rural, e ainda na letra dos versos, que podem ser eruditos ou populares. O bandolim, instrumento musical do auto, executa um solo na introdução e acompanha os bailados e as evoluções com que se desenvolve a representação das Pastorinhas. Estas, com seus arcos enfeitados de flores de papel, entram em cena bailando aos pares, indo e vindo sob os arcos, para depois tomarem no braço direito suas cestas com flores e depositá-las no presépio como oferenda. Quando a representação é feita na igreja, as flores são colocadas sobre o altar. Essa manifestação tem por devoção o Menino Jesus e a Sagrada Família e envolve diretamente 40 pessoas, legítimos portadores desta tradição.

### Reis de Boi
O Folguedo Reis de Boi tem sua origem no teatro popular medieval da península ibérica. Trata-se de um auto em homenagem aos Santos Reis, unindo a temática dos reisados ao auto do Bumba-Meu-Boi. Apresenta-se em 6 de janeiro, dia de Reis, e se prolonga até 3 de fevereiro, quando ocorre a festa de São Brás. Os grupos desse folguedo localizados no Espírito Santo têm por devoção os Santos Reis, São Sebastião e São Brás, sendo a devoção aos Santos Reis comum a todos os grupos, que envolvem diretamente 260 pessoas, legítimos portadores dessa tradição.

### Ternos de Rei
A denominação genérica de reisado, que nos vem de Portugal, geralmente se aplica a todos os folguedos que se realizam em louvor dos Santos Reis. No Espírito Santo, a denominação apresenta variações em diferentes partes do Estado: Reis de Boi, Folia de Reis e Ternos de Reis (embora esta última expressão esteja em desuso, inclusive entre os portadores).
A particularidade do Ternos de Reis é que essa manifestação não conta com a participação dos palhaços, diferente, portanto, das Folias de Reis. Esses grupos normalmente são encontrados na zona de influência italiana. Os grupos desse folguedo localizados no Espírito Santo têm por devoção os Santos Reis, São Sebastião e o Sagrado Coração de Jesus, sendo a devoção aos Santos Reis comum a todos os grupos, que envolvem diretamente 400 pessoas, legítimos portadores dessa tradição.

## Festas

### Festa do Divino Espírito Santo
A festa é anual, uma tradição católica centenária em louvor ao Divino Espírito Santo que se realiza nos municípios de Viana e de Anchieta. O Divino Espírito Santo é manifestação popular tipicamente portuguesa. Da festa realizada no município de Viana participam Bandas de Congo e o Grupo de Dança Açoriana, sendo esta última uma herança dos colonos imigrantes que fundaram Viana em 1813. A programação contempla também leilão, barraquinhas com venda de comidas e bebidas típicas, feira de artesanato e missa. O evento acontece na Igreja Nossa Senhora da Conceição, inaugurada em 1817, no centro da cidade. Durante a festa são eleitos um imperador e uma imperatriz que ficam responsáveis pela organização do evento no ano seguinte. No município de Anchieta, a festa se realiza no distrito de Jabaquara, onde, segundo a tradição oral, uma comunidade de índios hostis costumava promover ataques contra os colonos açorianos. Há cerca de 120 anos, uma filha de portugueses e proprietária de terras na região, Ana Braga, fez a promessa de trazer o Divino Espírito Santo para Jabaquara se os ataques dos índios cessassem. Essa teria sido a origem da festa.O

### Encontro de Bandas de Congo e Festa do Caboclo Bernardo
Festa realizada há mais de 60 anos em Regência, distrito de Linhares, em homenagem ao Caboclo Bernardo (Bernardo José dos Santos), filho mais ilustre de Regência, condecorado pela Princesa Isabel em 1887, como herói nacional, por salvar de naufrágio, na foz do rio Doce, 128 marinheiros do navio Imperial Marinheiro. Caboclo Bernardo, recebeu na corte do Rio de Janeiro uma medalha humanitária de primeira classe cunhada em puro ouro. Os grupos folclóricos da região, Bandas de Congo, Reis de Boi e Ticumbi, festejam esse herói, consagrado como santo pela comunidade local. No dia seguinte se realiza o Encontro de Bandas de Congo, com a participação de bandas da região.

### Festa das Comunidades Indígenas
Os grupos indígenas Tupiniquim e Guarani organizam-se anualmente para celebrar suas tradições no que eles denominam “festa do índio”. A festa ganhou uma dimensão pública quando esses dois grupos étnicos passaram a reivindicar as terras que tradicionalmente ocupam no município de Aracruz, bem como condições ambientais adequadas para produzir e reproduzir suas culturas. A festa oferece a oportunidade de experimentar a gastronomia indígena, rica em mariscos, peixes, moquecas e beijus. Entre manifestações da memória dos grupos, das danças dos congos e das performances dos mais velhos, os indígenas reivindicam do Estado o respeito ao seu modo de vida.

### Festa das Paneleiras
A festa das paneleiras de Goiabeiras, em Vitória, é de recente criação e objetiva promover, em ambiente de feira, durante vários dias, a divulgação das panelas de barro produzidas por essas artesãs. Apesar de recente, a feira está se impondo como evento cultural anual a cada nova realização, com ampla programação que inclui shows musicais, apresentação de bandas de congo e cardápio culinário com a tradicional moqueca capixaba servida ao público em panelas de barro. O ofício das paneleiras de Goiabeiras foi reconhecido como bem cultural de natureza imaterial e inscrito no Livro dos Saberes instituído pelo IPHAN (Instituto do Patrimônio Histórico e Artístico Nacional) como patrimônio cultural do Brasil.
A confecção das panelas de barro pelas paneleiras de Goiabeiras constitui, no Espírito Santo, o expoente máximo da produção de cerâmica artesanal de origem indígena e tradição milenar. As panelas são os recipientes característicos em que são servidas a moqueca capixaba (de peixe e mariscos) e a torta da Semana Santa, pratos típicos da culinária do Espírito Santo. A moqueca (ou “muqueca”, como é chamada em linguagem popular) é preparada com postas de peixe (papa-terra, badejo, robalo, cação, dourado, namorado etc.)que vêm para a mesa nas panelas tiradas do fogo.

### Festa de Nossa Senhora da Penha
A festa de Nossa Senhora da Penha, em Vila Velha, desde muito conta com a presença das bandas de congo num comparecimento que se tornou tradicional. Trata-se da mais concorrida e comemorada festa religiosa do estado do Espírito Santo, do qual Nossa Senhora da Penha é a padroeira oficial. Dada a devoção dos capixabas por esta santa, é decretado feriado em vários municípios da região da Grande Vitória. A festa reúne o sagrado e o profano, entrando as bandas de congo na parte folclórica e popular da celebração. Algumas toadas de congo fazem menção expressa a Nossa Senhora da Penha, ao Convento e à ida até lá como ato de fé e devoção. É notoriamente uma festa de romaria, em que os devotos saem da Catedral Metropolitana de Vitória e vão ao santuário da Penha ou ao local onde se realizam as missas campais para render homenagem ou pagar promessas a Nossa Senhora da Penha. As romarias, sucessivas e diversificadas, constituem uma das tradições da festa e delas participam homens, mulheres e crianças. O calendário dos festejos se desenvolve durante dias seguidos, antes do dia magno dedicado a Nossa Senhora da Penha, a segunda segunda-feira depois da Páscoa.

### Festa de São Benedito
Festa religiosa em louvor a São Benedito, que se realiza em vários municípios do Espírito Santo em que existem grupos de devoção a esse santo. Essas festas normalmente incluem missas e procissões e, como destaque, a participação das bandas de congo. Em Anchieta, essa festa consiste em retirar o mastro fincado anteriormente e reunir as bandas de congo de cada município. A festa foi realizada pela primeira vez como pagamento de promessa por parte de escravos que se salvaram de um naufrágio agarrando-se ao mastro do navio. A origem da festa em Aracruz também remete à história de um navio que, carregado de escravos, naufragou na costa do Espírito Santo. Durante o naufrágio, os escravos clamaram à Providência Divina e pediram ajuda a São Benedito, conseguindo sobreviver agarrando-se ao mastro do navio, razão por que, simbolicamente, se puxa o barco com o mastro dentro, em cortejo envolvendo toda a comunidade. Após a procissão, o barco é deixado no mesmo lugar até o dia seguinte, quando se dá a fincada do mastro. Em Fundão, tanto na sede como no distrito de Timbuí, os devotos e as bandas de congo festejam São Benedito e São Sebastião na mesma ocasião.
Festa de São Benedito na Serra
Esta é sem dúvida a mais movimentada e tradicional festa de puxada e fincada do mastro de São Benedito no estado do Espírito Santo. O mastro, transportado num barco que leva o nome de Palermo, em homenagem à terra natal de São Benedito, segue em cortejo por diversas ruas da cidade da Serra, sendo o barco puxado pela multidão de fiéis ao som das batidas e cantorias das bandas de congo e dos foguetes constantes. O evento culmina, já de noite, com a fincada do mastro na praça em frente à igreja matriz da cidade, dedicada a Nossa Senhora da Conceição. A programação da festa conta ainda com shows artísticos, barracas com comidas e bebidas típicas, feira de artesanato e participação de todas as bandas de congo do município.
Festa de São Benedito em São Mateus
Festa religiosa em louvor a São Benedito, que acontece em municípios do Espírito Santo onde existem grupos devotos desse santo. Em São Mateus é o Jongo que faz a festa em homenagem ao “Santo dos Pretos”. A festa, que constitui a maior concentração religiosa do município, começa com a missa de São Benedito na igreja do orago. Após a missa o Jongo abre a roda em frente à igreja, onde jongueiros e devotos dançam e cantam. Depois do almoço oferecido aos jongueiros, sai à tarde a procissão de São Benedito, com o Jongo e os devotos percorrendo as ruas do centro da cidade.
Procissão de São Benedito
Sempre às 17 horas do dia 27 de dezembro, a procissão de São Benedito desce a escadaria da igreja do Rosário, em Vitória, com o guião e o estandarte do santo à frente, seguida da diretoria da irmandade empunhando suas varetas de prata. Os irmãos seguem em duas alas, usando os distintivos da irmandade: as mulheres trazem, hoje, sobre roupa branca, a fita roxa com a medalha de São Benedito e Nossa Senhora do Rosário ao peito; os homens usam roupa de cor roxa sobre veste bege. Segue então o santo, sempre enfeitado com rosas vermelhas, carregado pelo povo devoto. Fechando o cortejo, a banda da Polícia Militar substitui a antiga Banda Rosariense. Em seu percurso, a procissão percorre as ruas do Rosário e Graciano Neves, seguindo até a Fonte Grande, onde é festejada com foguetório, e daí até à Catedral Metropolitana de Vitória, onde é celebrada missa em louvor a São Benedito. De volta à igreja do Rosário, dá-se ali a recepção do santo, quando os fiéis disputam a posse das flores do seu andor. Os congueiros participam da celebração e da procissão como devotos que são do santo e as bandas de congo tocam e dançam para encerrar a festa, sempre louvando São Benedito.
O público estimado para esse evento é de mil pessoas.

### Festa de São Sebastião
Bandas de Congo e Folias de Reis se reúnem e louvam São Sebastião junto com a comunidade. Essa festa acontece em vários municípios do Estado, principalmente em locais onde ocorre a devoção a este orago. O público estimado para este evento é de quinhentas pessoas em cada festa específica.

### Festa e Procissão Marítima de São Pedro
A presença de bandas de congo na festa e procissão marítima de São Pedro, na Praia do Suá, em Vitória, é um elemento a mais que abrilhanta o evento, como parte das homenagens a São Pedro no mês de junho. A estreita ligação que existe entre a festividade e o mar tem antecedentes que remetem diretamente ao Santo Pescador e à sua história pessoal e apostólica como patrono dos pescadores. Este é um traço tradicional presente na festa, junto com o sentido de devoção que ela conserva e preserva. Na Praia do Suá, que em sua origem foi uma colônia fundada por pescadores de origem lusitana, a Festa de São Pedro reveste-se de dois vieses: sua apresentação religiosa e terrestre, com a procissão do santo percorrendo as ruas do bairro; e o seu lado profano, com os elementos típicos das festas juninas: barraquinhas, cordões de bandeirolas enfeitando as ruas, leilões de prendas, fogos de artifício, comidas e bebidas típicas e apresentação das bandas de congo da Grande Vitória. O momento marcante da celebração profano-religiosa consiste na procissão marítima, formada por barcos engalanados que navegam em cortejo pelas águas do canal da baía de Vitória, transportando, sob intenso foguetório e batuques, a imagem de São Pedro, na embarcação chamada barca-mãe. O ponto propiciatório da festa consiste no benzimento dos anzóis, que se dá durante a procissão marítima.

### Encontro da Colônia Italiana de Castelo
Essa festa prioriza o encontro e a valorização da colônia italiana de Castelo. A programação religiosa, artística e cultural é bem diversificada, com missas, torneios esportivos e apresentações culturais. Durante a semana promovem-se torneios de bocha e de tressete (eliminatórias e finais). Na sexta-feira, na Praça Três Irmãos, além do encerramento do torneio de tressete, a programação inclui barraquinhas de doces e comidas típicas italianas e interpretação de músicas italianas, culminando com show de forró. No sábado, as apresentações de danças, canções e homenagens são feitas no teatro e, no domingo, celebra-se uma missa em italiano, seguindo-se almoço, músicas e danças típicas, eleição da rainha (no Atalanta) e, a partir das 16h, forró.
O público estimado para esse evento é de três mil pessoas.

### Festa da Polenta
A Festa da Polenta, antes de ganhar força, começou um pouco improvisada em 1979, no pátio do Colégio Salesiano (cujo nome é Fioravante Caliman). Contava de início com um público formado pelas famílias da comunidade, que degustavam a polenta e outros pratos típicos da cozinha italiana. Segundo o relato de cozinheiras pioneiras, preparou-se em casa um capelete para duzentas pessoas. Os outros pratos foram preparados em um fogão improvisado e servidos no almoço: galinha, batata, arroz e, é claro, polenta. Na verdade, o encontro mais parecia uma prévia do que se tornaria, ao longo dos anos, a Festa da Polenta. As atrações do evento contemplam:
1) o “Tombo da Polenta”, quando se entorna num grande tabuleiro a polenta que se cozinhou no fogo dentro de um panelão (réplica perfeita das panelas usadas nas cozinhas das nonnas). A polenta leva quase cinco horas cozinhando, em presença do público, e um mecanismo com correntes, roldanas e manivelas permite virar o panelão e entornar a polenta no tabuleiro, tudo ao som de “La bella polenta”, o hino da festa;
2) o “Queijo Gigante”, resultado do trabalho dos produtores rurais do município que anualmente o preparam para ser servido durante a festividade;
3) “Desfile da Eleição da Rainha”, que, em consonância com a peculiaridade da Festa da Polenta, elege, como candidata mais representativa, aquela que melhor evoque a típica imigrante italiana;
4) o “Paiol do Nonno”, que, num estande caracterizado, retrata o dia-a-dia das famílias nas primeiras décadas da colonização;
5) a “Casa da Nonna”, réplica reduzida, com cozinha, sala e quarto, mostrando as condições de vida do imigrante;
6) apresentação do Gruppo di Ballo Granello Giallo, de danças típicas italianas, formado por casais adultos;
7) o “Dei Bambini”, apresentação de grupo formado pelas crianças que atuam como apoio na distribuição de materiais para a festa, como flores, informativos e outros;
8) o Coral Sol da Manhã, grupo de valorização da cultura italiana formado pelas crianças da comunidade;
9) a “Vila Cenográfica”, reprodução de uma vila italiana em forma de painéis cenográficos expostos ao público durante a festa;
e 10) o “Moinho”, estrutura com um moinho de pedra em funcionamento montada no interior do Centro de Eventos Padre Cleto Caliman, em Venda Nova do Imigrante. O público estimado para este evento é de 25.000 mil pessoas.

### Polentino & Minestrina
O Polentino & Minestrina é uma festa que tem como objetivo reunir as famílias e os apaixonados pela Itália, em um dia de lazer, entretenimento e descontração. A programação contempla: apresentações culturais com danças e corais da diversidade cultural capixaba, concurso do nonno e da nonna melhor trajados de forma tipicamente italiana (para pessoas acima de 70 anos), exposição de comidas, bebidas e artesanato. O evento tem caráter social, turístico e artesanal. O evento é “uno incontro per tutta la famiglia” italiana, que saboreia a culinária italiana das nonne e nonni: no almoço, uma deliciosa polenta, macarrão com molho à bolonhesa, queijo, frango e linguiça, e a partir das cinco da tarde um delicioso prato de minestrone (caldo de feijão com macarrão) aliado à apresentação de grupos folclóricos convidados.

### Pomitafro
A Pomitafro é evento de integração étnico-cultural, cujo nome se compõe com letras das palavras pomeranos, italianos e afrodescendentes, principais etnias encontradas no município de Vila Pavão. A festa visa ao fortalecimento da identidade histórica e cultural do povo capixaba através de danças folclóricas, comidas e bebidas típicas, desfile, músicas e outras manifestações apropriadas ao sentido identitário da iniciativa.

### Carnaval da Jaraguá
O carnaval do Centro de Anchieta é animado pela Jaraguá e seus brincantes que com bois mulinhas e ao som da charanga animam a cidade envolvendo a comunidade local e pescadores, utilizando o musgo do mangue como matéria-prima principal que cobre o corpo da Jaraguá.

### Comemoração do Dia 13 de Maio - Caxambu
O dia 13 de maio é marcado por várias comemorações no município de Cachoeiro de Itapemirim. No bairro Zumbi dos Palmares verifica-se uma roda de Caxambu Espiritual, servindo-se uma tradicional feijoada que reúne dezenas de pessoas. Na localidade de Tapera, a família Caetano realiza o Caxambu em volta da fogueira, reunindo também dezenas de participantes; na localidade de Monte Alegre, tradicional comunidade quilombola, um grupo de Caxambu local festeja a data junto com outros grupos folclóricos convidados: Caxambus, Jongos, Folias de Reis, Samba de Roda, Maculelê e Bate-Flechas.

### Festa de São Beneditinho das Piabas
A 31 de dezembro, passagem do ano, na comunidade de Vila das Barreiras, na outra margem do rio, o Jongo das Barreiras começa a festa dançando e louvando o santo na capela que passou a ser a nova casa de São Beneditinho das Piabas. Enquanto isso,em Conceição da Barra, os grupos de Jongo e de Ticumbi se reúnem no cais do porto e atravessam de barco o rio Mariricu para buscar o santinho e o Jongo das Barreiras para juntos participarem da missa de São Beneditinho na igreja de Nossa Senhora da Conceição, na sede do município, onde o santo permanece até o dia 6 de janeiro.

### Festa do Caxambu do Horizonte
A festa tem início ao cair da noite, com muita comida e uma dança de fitas conduzida pela família do mestre. Logo após a dança chega o boi com uma mulinha e a brincadeira dura até o povo cansar. No final da noite acontece o ponto alto da festa, que é a apresentação do Caxambu. Quando o povo cansa do Caxambu, começa um forró. Trata-se na verdade de uma grande festa junina em que, além de se invocarem os santos juninos, celebra-se o aniversário do mestre.

### Festival de Folclore Barrense
O principal objetivo da festa é a reunião e apresentação dos grupos folclóricos do município. Os grupos de Jongo participam formando suas rodas e cantando e dançando junto com a comunidade local e turistas.
O público estimado para este evento é de duas mil pessoas.

### Festa Pomerana
No município de Santa Maria de Jetibá (região Serrana do Espírito Santo), um dos maiores núcleos mundiais do povo pomerano (agricultores de origem na Prússia), ocorre a Festa Pomerana, um evento anual que celebra as tradições da cultura pomerana (povo que chegou à região no século XIX), incluindo vários aspectos da cultura local, tais como: língua, ritual do casamento tradicional, manifestações folclóricas e, comidas e bebidas típicas.
Em 1990, valorizando as tradições pomeranas foi criada a Festa Pomerana, que se tornou uma das atrações com que se comemora anualmente a emancipação política do município de Santa Maria de Jetibá. São os seguintes os pontos marcantes desse evento: a escolha da rainha pomerana e de suas princesas, apresentações de danças folclóricas e desfile histórico que evoca a saga da imigração pomerana no município.

### Carretela del Vin
Festa italiana tradicional com desfile no município de Santa Teresa. O principal objetivo da festa é a reunião, alegria e resgate das tradiçoes italianas do primeiro municipio do Brasil a ter imigração italiana, com apresentação dos grupos folclóricos do município dentre eles o Circolo Trentino de Santa Teresa.

### Festa da Uva
Também ocorre no município de Santa Teresa, no mês de agosto.

### Festival Internacional de Jazz
Ocorre em Santa Teresa, no mês de junho, conta com artistas nacionais e internacionais.

### Festa de Reis
Embora 6 de janeiro seja o dia de Reis, nem todas as cidades onde foram encontrados grupos de Folia de Reis comemoram esse dia com festejos públicos e apresentação dos grupos tradicionais. Em Muqui, a data é festejada com a missa de Reis na Matriz São João Batista, de cujo ofertório participam as Folias, seguindo-se o Duelo de Palhaços, torneio entre os palhaços das Folias de Reis da cidade, que competem entre si por meio de versos e de acrobacias ou brincadeiras. Em Atílio Vivacqua acontece um Encontro de Folias a que comparecem cerca de quinze grupos do município e da região. Na Serra, as Folias se apresentam na igreja dos Reis Magos, em Nova Almeida. Nas demais localidades referidas o dia de Reis é comemorado pelas Folias, mas sem programação pré-definida. O público estimado para esse evento é de quinhentas pessoas em cada localidade.

### Festival de Folclore Barrense
O principal objetivo da festa é promover a união e a apresentação dos grupos folclóricos do município, ocasião em que os grupos de Reis de Boi animam a festa soltando a bicharada. O público estimado para esse evento é de duas mil pessoas.

### Festival do Beiju
O festival do beiju é um evento organizado pelas comunidades quilombolas no norte do Espírito Santo com várias dimensões: artística, cultural e política. Durante a festa apresenta-se a produção econômica, artesanal e estética de cada comunidade. É uma oportunidade de apreciar a gastronomia quilombola através dos vários tipos de beijus, pamonhas, bolos, mugunzás, tapiocas, cocadas, bem como a farinha de mandioca, responsável pela manutenção econômica de centenas de famílias quilombolas. O festival do beiju é também o momento de refletir e reivindicar os direitos econômicos e culturais dos quilombolas sob os ritmos e sons dos grupos de Reis de Boi, Ticumbi, Jongo e tantas outras performances.